# 氣象報告樂團
氣象報告樂團（Weather Report）是美國20世紀70年代和80年代初的爵士樂樂團。奧地利出生的鍵盤手Joe Zawinul和美國薩克斯風演奏家Wayne Shorter（最初與捷克貝斯手Miroslav Vitous）共同領導氣象報告樂團。其他重要成員包括傑可·帕斯透瑞斯，彼得·厄斯金，阿方索·約翰遜，維克托·貝利，Airto Moreira和切斯特·湯普森在不同的時點參加樂團。